# Brian Clegg
Brian Clegg (né en 1955) est un écrivain scientifique britannique. On lui doit une biographie du philosophe Roger Bacon publiée en 2003.

## Biographie
Brian Clegg a obtenu un BA de l'université de Cambridge.
En 2003, Brain Clegg sort une biographie du philosohpe et théologien britannique Roger Bacon.

## Œuvres
- (en) Light Years, Piatkus, 2001 (ISBN 0-7499-2197-8)
  - édition ultérieure: Light Years, Icon Books, 2015 (ISBN 978-1-84831-814-4)
- (en) The First Scientist : a life of Roger Bacon, Londres, Constable & Robinson, 2003, 244 p. (ISBN 1-84119-618-5)[2]
- (en) A Brief History of Infinity, Constable & Robinson, 2003 (ISBN 1-84119-650-9)
- (en) The God Effect, St Martin's Press, 2006 (ISBN 0-312-34341-8, lire en ligne)
- (en) Getting Science, Routledge, 2007 (ISBN 978-0-415-42199-7)
- (en) The Man Who Stopped Time, Joseph Henry Press, 2007 (ISBN 978-0-309-10112-7)
- (en) The Global Warming Survival Kit, Doubleday, 2007 (ISBN 978-0-385-61260-9)
- (en) Upgrade Me, St Martin's Press, 2008 (ISBN 978-0-312-37157-9, lire en ligne)
- (en) Ecologic, Eden Project Books, 2009 (ISBN 978-1-905811-25-0)
- (en) Before the Big Bang, St Martin's Press, 2009 (ISBN 978-0-312-68028-2, lire en ligne)
- (en) Armageddon Science, St Martin's Press, 2010 (ISBN 978-0-312-59894-5)
- (en) Inflight Science, Icon Books, 2011 (ISBN 978-1-84831-241-8)
- (en) How to Build a Time Machine, St. Martin's Press, 2011 (ISBN 978-0-312-65688-1)
  - édition britannique : (en) Build Your Own Time Machine, Duckworth Publishing, 2012 (ISBN 978-0-7156-4290-0)
- (en) Exploring the Universe, Vivays Publishing, 2012 (ISBN 978-1-908126-16-0)
- (en) The Universe Inside You, Icon Books, 2012 (ISBN 978-1-84831-353-8)
- (en) Introducing Infinity, Icon Books, 2012 (ISBN 978-1-84831-406-1)
- (en) Gravity : How the Weakest Force in the Universe Shaped Our Lives, St. Martin's Press, 2012 (ISBN 978-0-312-61629-8)
- (en) Dice World : Science and Life in a Random Universe, Icon Books, 2013 (ISBN 978-1-84831-516-7)
- (en) Extra Sensory, St. Martin's Press, 2013 (ISBN 978-1-250-01906-6)
- (en) The Quantum Age, Icon Books, 2014 (ISBN 978-1-84831-664-5)
- (en) Final Frontier : The Pioneering Science and Technology of Exploring the Universe, St. Martin's Press, 2014 (ISBN 978-1-250-03943-9)
- (en) Science for Life, Icon Books, 2015 (ISBN 978-1-84831-818-2)
- (en) Ten Billion Tomorrows, St Martin's Press, 2015 (ISBN 978-1-250-05785-3)
- (en) How Many Moons Does the Earth Have?, Icon Books, 2015 (ISBN 978-1-84831-928-8)
- (en) Are Numbers Real? the Uncanny Relationship of Mathematics and the Physical World, St Martin's Press, 2016 (ISBN 978-1-250-08104-9)
- (en) 30-second Einstein, Ivy Press, 2016
  - traduit en francais : Brian Clegg (dir.) (trad. Michèle Morin), Einstein en 30 secondes, Hurtubise, 2017 (EAN 978-2-89723-808-7)
- (en) 30-second Quantum Theory, Ivy Press, 2014 (EAN 978-1848316669)
  - traduit en francais : Brian Clegg (dir.) (trad. Daniel Lauzon), Physique quantique en 30 secondes, Hurtubise, 2014 (EAN 978-2-89723-448-5)
- (en) 30-second Physics, Ivy Press, 2016 (EAN 978-1782403128)
  - traduit en francais : Brian Clegg (dir.), Physique classique en 30 secondes, Hurtubise, 2016 (EAN 9782897237141)
- (en) 30-second Newton, Ivy Press, 2016 (EAN 978-1782403111)
  - traduit en francais : Brian Clegg (dir.), Newton en 30 secondes, Hurtubise, 2017 (EAN 9782897237172)
- (en) 30-second Energy, Ivy Press, 2018 (EAN 978-1782405436)
  - traduit en francais : Brian Clegg (dir.), Énergie en 30 secondes, Hurtubise, 2018 (EAN 9782897810931)